# كوراديل إنترتينمنت
وكالة كوراديل إنترتينمنت (بالإنجليزية: Coridel Entertainment)‏ (بالهانغول: 코리델 엔터테인먼트) هي وكالة مواهب وشركة تسجيلات من كوريا الجنوبية أسسها تايلور كوون في عام 2015.

## تاريخ
أسس تايلر كوون وكالة كوراديل في عام 2015 كشركة تابعة لمجموعة كوراديل، ومقرها كان في مدينة نيويورك، الولايات المتحدة. واندمجت في العام نفسه مع شركة كلير، التي تدير حفلات وإصدارات فرقة بلاي باك وجيف بيرنت.
في 28 فبراير 2016، إنضمت جيسيكا جونغ إلى كوراديل إنترتينمنت بعد خروجها من فرقة غيرلز جينيريشن ومغادرتها وكالة إس إم إنترتينمنت في عام 2014.
في 17 مايو 2016، أصدر ألبوم جيسيكا المنفرد الأول تحت عنوان «مع الحب، جي» مع فيديو كليب الأغنية الرئيسية للألبوم «فلاي» و«لوف مي ذا سايم». في 10 ديسمبر 2016، أصدر ألبومها المنفرد الثاني تحت عنوان «أرض العجائب»، مع الفيديو كليب الذي يحمل نفس أسم الألبوم. وفي 9 أغسطس 2017 أصدر ثالث ألبوم مصغر لها بعنوان عقدي وبمناسبة ذكرى ترسيمها العاشرة.
في أبريل 2017، إنضم الممثل ريو تاي-جوون إلى كوراديل إنترتينمنت.
في سبتمبر 2018، إنضم المغني كيفن وو إلى وكالة كوراديل إنترتينمنت.

## فنانيها

### فرق
- بلاي باك

### مغنيين منفردين
- جيسيكا جونغ
- كيفن وو
- ما يونجن
- جيف بيرنت

### ممثلين
- ريو تاي جون
- يون بوك إن
- كيم يونغ بي
- لي كوان هان
- جانغ جون وونغ
- تشونغ ها يون
- لي هايونج[9]

## ديسكوغرافيا
| الفنان      | العنوان       | التاريخ         | الشكل        | اللغة               | التوزيع                   |
| ----------- | ------------- | --------------- | ------------ | ------------------- | ------------------------- |
| جيف بيرنت   | إن ذا مينتايم | 16 يناير، 2016  | ألبوم أستديو | الإنجليزية          | سي جي إيه أند إم للموسيقى |
| جيسيكا جونغ | مع الحب، جي   | 17 مايو، 2016   | ألبوم مصغر   | الكورية، الإنجليزية | انتير بارك للموسيقى       |
| جيسيكا جونغ | أرض العجائب   | 10 ديسمبر، 2016 | ألبوم مصغر   | الكورية، الإنجليزية | انتير بارك للموسيقى       |
| جيسيكا جونغ | لانه الربيع   | 18 أبريل، 2017  | أغنية رقمية  | الكورية، الإنجليزية | انتير بارك للموسيقى       |
| جيف بيرنت   | افتروردز      | 24 مايو، 2017   | ألبوم استديو | الإنجليزية          | سي جي إيه أند إم للموسيقى |
| جيف بيرنت   | دا را دا      | 4 يونيو، 2017   | أغنية رقمية  | الكورية، الإنجليزية | سي جي إيه أند إم للموسيقى |
| مه يون-جين  | أنا أفهم      | 9 يونيو، 2017   | أغنية رقمية  | الكورية، الإنجليزية | لوين إنترتينمنت           |
| جيسيكا      | عقدي          | 9 أغسطس، 2017   | ألبوم مصغر   | الكورية، الإنجليزية | انتير بارك للموسيقى       |
| بلاي باك    | قصة غير مروية | 20 أكتوبر، 2017 | أغنية رقمية  | الكورية، الإنجليزية | لوين إنترتينمنت           |
| بلاي باك    | أريدك أن تقول | 27 أكتوبر، 2017 | أغنية رقمية  | الكورية، الإنجليزية | لوين إنترتينمنت           |

## وصلات خارجية
- الموقع الرسمي